# Grand Prix Azerbejdżanu Formuły 1
Grand Prix Azerbejdżanu – od sezonu 2017 eliminacja Mistrzostw Świata Formuły 1. Runda odbywa się na torze Bakı Şəhər Halqası, na którym w sezonie 2016 rozegrano Grand Prix Europy.

## Zwycięzcy Grand Prix Azerbejdżanu
| Sezon |               | Kierowca         |               | Samochód                  |               | Silnik        | Tor/Lokalizacja    |               |
| ----- | ------------- | ---------------- | ------------- | ------------------------- | ------------- | ------------- | ------------------ | ------------- |
| 2017  | AUS           | Daniel Ricciardo | AUT           | Red Bull RB13             | CHE           | TAG Heuer     | Baku City Circuit  | Wyniki        |
| 2018  | GBR           | Lewis Hamilton   | DEU           | Mercedes F1 W09           | DEU           | Mercedes      | Baku City Circuit  | Wyniki        |
| 2019  | FIN           | Valtteri Bottas  | DEU           | Mercedes F1 W10 EQ Power+ | DEU           | Mercedes      | Baku City Circuit  | Wyniki        |
| 2020  | nie rozegrano | nie rozegrano    | nie rozegrano | nie rozegrano             | nie rozegrano | nie rozegrano | nie rozegrano      | nie rozegrano |
| 2021  | MEX           | Sergio Pérez     | AUT           | Red Bull RB16B            | JPN           | Honda         | Baku City Circuit  | Wyniki        |
| 2022  | NLD           | Max Verstappen   | AUT           | Red Bull RB18             | GBR           | RBPT          | Baku City Circuit  | Wyniki        |
| 2023  | MEX           | Sergio Pérez     | AUT           | Red Bull RB19             | GBR           | Honda RBPT    | Bakı Şəhər Halqası | Wyniki        |

Kierowcy
- 2 – Sergio Pérez
- 1 – Valtteri Bottas, Lewis Hamilton, Daniel Ricciardo, Max Verstappen

Producenci samochodów
- 4 – Red Bull
- 2 – Mercedes

Producenci silników
- 2 – Mercedes
- 1 – Honda, Honda RBPT, RBPT, TAG Heuer